# Motorcycle Gang
Série Rebel Highway
Confessions d'une rebelle
(1994) Runaway Daughters
(1994)
Pour plus de détails, voir Fiche technique et Distribution.
Motorcycle Gang est un téléfilm américain réalisé par John Milius et diffusé pour la première fois le 5 août 1994 sur la chaîne américaine Showtime.
Ce téléfilm fait partie de Rebel Highway, une anthologie rendant hommage aux films de « séries B » des années 1950 produits par American International Pictures et souvent diffusés en double programme et/ou dans des drive-in. Ces nouvelles versions mettent en scène de jeunes acteurs « en vogue » des années 1990.

## Synopsis
L'ancien militaire Cal Morris et sa famille se rendent en Californie mais sont attaqués sur la route par un gang de motards composé de Jake, Crab, Volker et Kincaid. Les motards enlèvent Leann, la fille de Cal, et partent pour le Mexique. Cal et sa femme Jean se lancent à leur poursuite.

## Fiche technique
Sauf indication contraire, les informations mentionnées dans cette section peuvent être confirmées par la base de données cinématographiques IMDb,  présente dans la section « Liens externes ».
- Réalisation : John Milius
- Scénario : Kent Anderson et Laurie McQuillan, d'après une histoire de Kent Anderson
- Photographie : Anthony B. Richmond
- Montage : Mark Helfrich
- Musique : Hummie Mann
- Production : Lou Arkoff, David Giler, Debra Hill, Willie Kutner, Llewellyn Wells (coprod.), Amy Grauman Danziger (associée)
- Société de production : Drive-In Classics et Showtime
- Budget : 1,3 million $[2]
- Durée : 84 minutes
- Dates de diffusion : 
  -  États-Unis : 5 août 1994 (1re diffusion sur Showtime)

## Distribution
- Gerald McRaney : Cal Morris
- Jake Busey : Jake
- Carla Gugino : Leann Morris
- John Cassini (en) : Crab
- Richard Edson : Volker
- Elan Oberon : Jean Morris
- Marshall R. Teague : Kincaid

## Production
Lou Arkoff (en) (fils de Samuel Z. Arkoff) et Debra Hill lancent la série de téléfilms Rebel Highway. Ils invitent plusieurs réalisateurs confirmés comme William Friedkin, Joe Dante, Uli Edel, ou encore John Milius. Chacun doit choisir un titre parmi les anciens films produits par Samuel Z. Arkoff via American International Pictures. Chaque réalisateur ou réalisatrice peut ensuite engager les scénaristes de leur choix, créer l'histoire de leur choix (similaire ou non à celle du film original). Chaque cinéaste peut également choisir son directeur de la photographie, son monteur et dispose du final cut.
Chaque téléfilm dispose d'un budget de 1,3 million de dollars et de seulement douze jours de tournage. Les actrices et acteurs choisies doivent être des personnalités en pleine ascension. Motorcycle Gang tire son titre du film du même nom (en) de 1957 d'Edward L. Cahn, mais n'en reprend pas l'intrigue. John Milius avoue avoir choisi Motorcycle Gang sans même avoir vu le film original. Il imagine une intrigue typique des années 1950.
Le tournage est en partie interrompu par le séisme de Northridge le 17 janvier 1994.

## Les téléfilmsRebel Highway
1. Roadracers de Robert Rodriguez, avec David Arquette et Salma Hayek (22 juillet 1994)
2. Confessions d'une rebelle (Confessions of a Sorority Girl) d'Uli Edel, avec Jamie Luner et Alyssa Milano (29 juillet 1994)
3. Motorcycle Gang de John Milius, avec Gerald McRaney et Jake Busey (9 août 1994)
4. Runaway Daughters de Joe Dante, avec Julie Bowen et Paul Rudd (12 août 1994)
5. Girls in Prison de John McNaughton, avec Anne Heche et Ione Skye (19 août 1994)
6. Shake, Rattle and Rock! d'Allan Arkush, avec Renée Zellweger et Howie Mandel (26 août 1994)
7. Dragstrip Girl de Mary Lambert, avec Mark Dacascos et Natasha Gregson Wagner (2 septembre 1994)
8. Vilaines Filles et Mauvais Garçons (Jailbreakers) de William Friedkin, avec Antonio Sabato Jr. et Shannen Doherty (9 septembre 1994)
9. Cool and the Crazy de Ralph Bakshi, avec Jared Leto et Alicia Silverstone (16 septembre 1994)
10. Reform School Girl de Jonathan Kaplan, avec Aimee Graham et Matt LeBlanc (23 septembre 1994)